# Liste der Baudenkmäler in Coburg/F
Dieser Teil der Liste der Denkmäler in Coburg beschreibt die denkmalgeschützten Objekte in folgenden Coburger Straßen und Plätzen:
- Federsgarten
- Festungsstraße
- Floßstegstraße

## Federsgarten
| Adresse Bezeichnung Akten-Nr.                | Beschreibung | Foto                                            |
| -------------------------------------------- | --- | ----------------------------------------------- |
| Federsgarten (Adresse) Denkmal D-4-63-000-73 | Der Federsgarten, benannt nach Regierungsrat Georg Feder, der 1858 das Grundstück auf dem heute die Häuser Mohrenstraße 24, 26, 28 und 30, Mühlgasse 2, Webergasse 31 stehen, einschließlich eines exotischen Gartenhauses zu einer Zeit kaufte, als der Bahnhof soeben vollendet war und fast noch kein anderes Haus in der geplanten Bahnhofsvorstadt stand. Im Zuge der Vorstadtbebauung ab 1890 verkaufte Feders Sohn Heinrich das Areal an den Baumeister Johann Michael Probst, der auf dem westlichen Rest des zum größten Teil von ihm bebauten Grundstücks im Laufe von 35 Jahren eine Gartenanlage mit reich verziertem Backstein-Gartenhaus, Laube, Brückenbögen, Balustraden und Freitreppe schuf. 1951 musste das um 1810 erbaute alte Gartenhaus, aufgrund seiner fernöstlichen Bauformen allgemein Feders Moschee genannt, abgebrochen werden. 1958 verhängte die Stadt ein generelles Bebauungsverbot für den Garten und stellte ihn damit erstmals unter Schutz. Ohne es zu wissen, verhinderte man damit den 1960 beantragten Abriss der vier Probst'schen Häuser in der Mohrenstraße zugunsten eines Warenhausneubaus (Hertie) und die Teilüberbauung des Federsgartens mit einer Parkhausrampe. Zehn Jahre lang prozessierte der Warenhauskonzern vergeblich um Aufhebung des Garten-Bebauungsverbots. Die bereits von ihm erworbenen, seit Jahren leer stehenden Häuser und Grundstücke mussten die Vorbesitzer 1972 zurücknehmen. Der inzwischen überwucherte Federsgarten wurde grundsaniert, die beschädigten Gebäude wurden hergerichtet. | Federsgarten, Denkmal für Johann Michael Probst |

## Festungsberg
| Adresse                    | Beschreibung | Foto |
| -------------------------- | --- | ---- |
| Villenviertel Festungsberg | Das Villenquartier am Fuße des Festungsberges entlang des Hofgartens wurde ab 1867 gebaut. Es ist durch eine Vielzahl von Gebäuden in verschiedenen Größen und Stilen wie Neugotik, Spätklassizismus, Historismus und Jugendstil gekennzeichnet. |      |

## Festungsstraße
| Adresse Bezeichnung Akten-Nr.                                               | Beschreibung | Foto               |
| --------------------------------------------------------------------------- | --- | ------------------ |
| Festungsstraße (Lage)                                                       | Die Bedeutung der Festungsstraße schwand, als man 1663 die Hauptzufahrt zur Veste vom westlich gelegenen Roten Turm zur südlichen gedeckten Batterie verlegte. Die Festungsstraße steigt vom ehemaligen Bürglaßtor über der Allee in einem Bogen nach Nordosten bis zum Gustav-Freytag-Weg steil an, wobei sie dem Westrand des Hofgartens folgt. Ihr Beginn wird durch den Kirchbau St. Augustin geprägt. |                    |
| Festungsstraße (Standort) siehe Allee, Bürglaßbrücke                        | |                    |
| Festungsstraße 1 (Standort) Pfarrkirche St. Augustin D-4-63-000-74          | Die katholische Stadtpfarrkirche St. Augustin wurde 1855–1860 von Vincenz Fischer-Birnbaum erbaut, dem herzoglichen Baurat, der schon vor 1854 auf dem Grundstück Allee 1 den Kirchenneubau begonnen hatte, ihn aber wegen ungünstiger Bodenverhältnisse abbrechen musste. Am Festungsberg wurde St. Augustin als neugotischer Wandpfeilersaalbau mit Chor, angegliederter Sakristei und Oratorium sowie einer Krypta errichtet. Prinz August aus der katholischen Linie des Coburger Herzoghauses unterstützte den Kirchenbau und übernahm auch die Baukosten für die Krypta, die er als Grablege für seine Familie Coburg-Kohary bestimmte. Die stadtwärts gewandte Vorkirche mit dem Eingangsportal und der Orgelempore trägt statt eines Turmaufbaus einen hohen Dachreiter nach englischen Vorbildern.               | St. Augustin       |
| Festungsstraße 2 (Standort) Pfarrhaus D-4-63-000-75                         | Das zu St. Augustin gehörende zweigeschossige katholische Pfarrhaus gehörte dem Hofmalermeister Carl Halter. Er hatte es 1853 im spätklassizistischen Stil erbaut. Bereits ein Jahr später verkaufte er es an die Kirchengemeinde, die es seit 1860 als Pfarrhaus nutzt. | Festungsstraße 2   |
| Festungsstraße 2 a (Standort) ehem. Schulhaus D-4-63-000-76                 | Zur katholischen Kirchengemeinde St. Augustin gehörte ab 1883 ein von Hans Rothbart erbautes Schulhaus mit zwei Klassenräumen und drei Wohnungen. Das neuklassizistische Gebäude, in dem bis 1960 Coburgs katholische Jugend unterrichtet wurde, wird heute als Wohnhaus genutzt. Der zweigeschossige Bachsteinbau besteht aus zwei Flügeln. Auf der Ostseite fällt als Schmuck die neugotische, durchbrochene Giebelspitze auf. Das Erdgeschoss des Nordflügels wird durch breite Segmentbogenfenster mit vertieften Brüstungen geprägt, Dahinter verbargen sich die Klassenräume. Ähnlich große Fenster befanden sich bis 1960 auch im Obergeschoss, sie wurden beim Umbau zum Mietshaus durch kleinere Rechteckfenster ersetzt.                                                                                        | Festungsstraße 2a  |
| Festungsstraße 4 (Standort) Villa, ehem. Casinogarten D-4-63-000-77         | Herausstechendes Merkmal dieser von Hans Rothbart 1867 erbauten neugotischen Villa ist ihr für Coburger Häuser der Gründerzeit untypischer, viereckiger, mit Zinnen besetzter Aussichtsturm, der den englischen Landhausstil unterstreicht, in dem das gesamte Gebäude gehalten ist. Ein stark vorspringender Mittelrisalit, dem erdgeschossig ein polygonaler Erker vorgesetzt ist, dominiert die Traufenseite. Bemerkenswert sind auch erkerartige Vorbauten am Turm aus einer Gussstahl-Glas-Konstruktion, die 1938 zu einer Glasveranda zusammengefasst wurden. Auch in der Innenausstattung ist die Formensprache des 19. Jahrhunderts gut erhalten. Das Grundstück, auf dem die Villa erbaut wurde, gehörte vormals zum Casinogarten mit einer im 18. und 19. Jahrhundert bekannten Ausflugsgaststätte.             | Festungsstraße 4   |
| Festungsstraße 5 (Standort) Villa D-4-63-000-78                             | 1865 erbaute Paul Gerlicher diese Villa für den Hofschauspieler Friedrich Haase aus Petersburg. 1892 wurde das Gebäude durch Tobias Frommann neugotisch umgebaut und 1906/08 von Paul Schaarschmidt mit Veranden versehen. Markantes Bauelement ist der bereits aus dem zweigeschossigen Ursprungsbau ragende dreigeschossige achteckige Turm, den eine Zinnenkrone abschließt. Eigentümer des Anwesens war unter anderem längere Zeit Louis Anton von Horst. | Festungsstraße 5   |
| Festungsstraße 6/6 a (Standort) Villa D-4-63-000-79                         | Das gesamte, 1866 von Paul Gehrlicher für Ludwig Johann Knorr begonnene und 1902 durch Emil von Barka vollendete Ensemble besteht aus einer dreigeschossigen Villa im Stil des barockisierenden Historismus, einem das gesamte Areal umlaufenden schmiedeeisernen Zaun auf einer Sockelmauer, dem in diese Mauerflucht eingezogenen Gartenhaus mit einer Steinfigur zweier spielender Kinder und einer 1910 angefügten doppelgeschossigen Remise mit Chauffeurwohnung. 1909 gehörte das Anwesen Baron Hermann von Walther, der die zweigeschossige Villa um ein hinter die Traufleiste zurückspringendes Dachgeschoss erhöhen ließ, was den barocken Eindruck des Gebäudes noch verstärkte. Fast aus der Mitte des Hauses ragt im Obergeschoss ein runder Salonbau auf, dessen ebenerdiger Raum als Empfangszimmer dient. | Festungsstraße 6   |
| Festungsstraße 7 (Standort) Mosaikfeld D-4-63-000-80                        | Hier stand bis 1975 eine eingeschossige, barockisierte Villa, deren Zwerchgiebel an der Straßenseite das 1908 von einem unbekannten Meister geschaffene Mosaikfeld Sonnenreiter trägt, eine in Coburg eher seltene Art des Häuserschmucks. Das der Beuroner Kunst ähnliche filigrane Mosaik zeigt einen lanzentragenden Reiter vor einer halben Sonnenscheibe. Beim Abriss des Hauses 1975 blieb das Mosaik erhalten und wurde an die Wand der Gartenveranda des modernen Neubaus übernommen. Ebenfalls erhalten ist ein aus dem Garten der alten Villa stammender kannelierter Säulenschaft, der die bronzene Figurengruppe dreier Kinder-Atlanten trägt. | Festungsstraße 7   |
| Festungsstraße 9 a (Standort) Villa D-4-63-000-635                          | Gustav Keßler hat 1899 neugotischen Zierrat in sehr betonter Weise verwendet, als er diese Villa erbaut hat. Straßenseitig prägt sie ein seitlicher Zwerchgiebelrisalit mit Veranda, auf die zwei rundbogige Fenstertüren führen. Die über Eck gestellten Fialen verleihen dem Giebel ein markantes Aussehen. Gleiche reduzierte Elemente befinden sich auch auf den beiden seitlichen Giebeln. 1904 wurde ein Balkon angebaut. | Festungsstraße 9a  |
| Festungsstraße 9 b (Standort) Mietwohnhaus, Zur Wilhelmshöhe D-4-63-000-636 | Hier stand ab 1804 die in Coburg berühmte Ausflugsgaststätte Zur Wilhelmshöhe, ein reicher Zierfachwerkbau mit Kegelhalle und Ziehbrunnen von Fritz Frommann. Nachdem Justizrat Richard Blankmeister die bestehenden Gebäude 1893 abreißen und von der Fa. Bernhard Brockardt ein Institutsgebäude errichten lassen hatte, erhielt das Anwesen eine gesonderte Zufahrt von der Festungsstraße aus. 1897 erhielt das Gebäude einen Anbau von Gustav Kessler. Nach dem Zweiten Weltkrieg wurde das Haus in ein Mietwohnhaus umgewandelt. | Festungsstraße 9b  |
| Festungsstraße 10 a (Standort) Wohnhaus D-4-63-000-637                      | Carl Kleemann baute das Einfamilienwohnhaus 1900. An der Rückseite dominiert ein Treppenhausrisalit, zu dem eine elfstufige Treppe führt. Über dem Portal steht ein Segensspruch aus der Erbauungszeit. | Festungsstraße 10a |
| Festungsstraße 10 b (Standort) Villa D-4-63-000-638                         | Einer der individuellsten Gründerzeitbauten Coburgs ist das Dreifamilienwohnhaus, das Maurermeister Wilhelm Stammberger 1907 nach Plänen des Gothaer Architekten Klepzig vor 1906 erbauen ließ. Ein Halbwalmdach mit zwei ungleich hohen Firstlinien gibt dem Gebäude den Charakter eines ländlichen Hauses mit landwirtschaftlicher Bestimmung. 2002 wurden drei Balkone an der Nordseite angebaut. | Festungsstraße 10b |

## Floßstegstraße
| Adresse Bezeichnung Akten-Nr.                         | Beschreibung | Foto             |
| ----------------------------------------------------- | --- | ---------------- |
| Floßstegstraße (Lage)                                 | Die Floßstegstraße, die heute als Sackgasse von der Viktoriastraße zur Itz hin abzweigt, bezeichnete bis 1862 einen Landeplatz für Holzflöße und einen Stapelplatz am Judenanger und Seifartshof. Die Straße wurde 1910 als Fußweg in die neu erschaffene Alfred-Sauerteig-Anlage einbezogen. |                  |
| Floßstegstraße (Standort) Brücke D-4-63-000-639       | Mit dem Bau des Ernst-Alexandrinen-Volksbades und der damit verbundenen Parkanlage (siehe Alfred-Sauerteig-Anlage) errichtete Max Böhme 1910 anstelle des vorhandenen Holzsteges eine Stahlbetonbrücke über den damals offenen Hahnfluss. Nach vollendeter Verrohrung des Flusses 1968 und dem Abriss des Volksbades 1977 wurde die eigentlich überflüssige Jugendstilbrücke in die Neugestaltung der Grünanlage einbezogen. Auf der elegant geschwungenen Brüstung stehen jeweils an den Enden große Steinkugeln. Der Brückenbogen selbst steckt weitgehend im Erdreich.                                                                | Floßstegstraße   |
| Floßstegstraße 5 (Standort) Gartenhaus D-4-63-000-918 | Das zweigeschossige Gartenhaus mit Walmdach mit traditioneller Hohlziegeldeckung ist eines der wenigen Gebäude aus dem 18. Jahrhundert, die in Coburg in dieser Architekturgattung erhalten sind. Das reich profilierte Kranzgesims deutet auf eine Fachwerkkonstruktion hin. Das Gartenhaus gehörte im 19. Jahrhundert dem aus Coburg stammenden König Leopold I. von Belgien. 1912 ist die Niederfüllbacher Stiftung, eine Gründung von König Leopold II., als Eigentümer eingetragen und nach dem Ersten Weltkrieg kam es in Privatbesitz. 1977–1983 wurde das Haus grundlegend renoviert und die Stuckdecke im Obergeschoss saniert. | Floßstegstraße 5 |